# Leyla Cardenas
Pour les articles homonymes, voir Cárdenas.
Leyla Cardenas (en espagnol : Leyla Cárdenas), née en 1975 à Bogota, est une artiste multidisciplinaire colombienne.

## Biographie
Dès sa plus jeune enfance, soutenue par sa famille, Leyla Cardenas a été intéressée par l'art et les activités manuelles. C'est ainsi qu'elle choisit d'étudier les Beaux-Arts et obtient en 1999 un BFA à l’Université des Andes de Bogota. Elle part ensuite aux États-Unis et obtient en 2004 un MFA de sculpture à l’Université de Californie à Los Angeles (UCLA). Elle vit à Bogota.

## Son œuvre
Venant de Bogota et ayant fait ses études à Los Angeles, son inspiration a commencé avec ces deux villes multiculturelles et porteuses de contradictions,. Ses œuvres questionnent les ruines urbaines, les sites de démolition et les espaces abandonnés, espaces qui l'ont toujours attirée, comme des indications de transformations sociales, de pertes et de mémoires perdues. Pour elle, les ruines sont des sites qui évoquent l'aspect éphémère des villes et les limites de l'empreinte de l'homme sur son environnement. Son travail traite de concepts tels que l'absence, la mémoire, l'histoire et la destruction à travers des processus, aboutissant à des installations à grande échelle qui rendent perceptible l'idée insaisissable du temps. Au cours des dernières années, elle a développé une série d'œuvres sculpturales qui cherchent à explorer les couches qui constituent les choses et les lieux.
Dès le début de sa carrière, elle utilise des objets de récupération ou bien des photographies et les arrange en multicouches jouant sur les pleins et les vides. L’artiste procède ainsi par déconstruction comme moyen de construction puisqu'elle arrange des restes, des débris, des fragments de structures pour ses sculptures.
Ainsi en 2017, elle expose au Musée d'Art du comté de Los Angeles, une œuvre de 2012, Excision, qui consiste en de très fines couches de peintures, de papiers peints, d'une table, d'une chaise en bois, du plancher et du plafond, d'une salle à manger d'une maison de Bogota construite en 1886. Ces couches représentent les différentes générations de gens qui se sont succédé dans cette maison et sont censées nous rappeler d'où l'on vient et la fragilité de notre destin,.

### Œuvres spécifiques

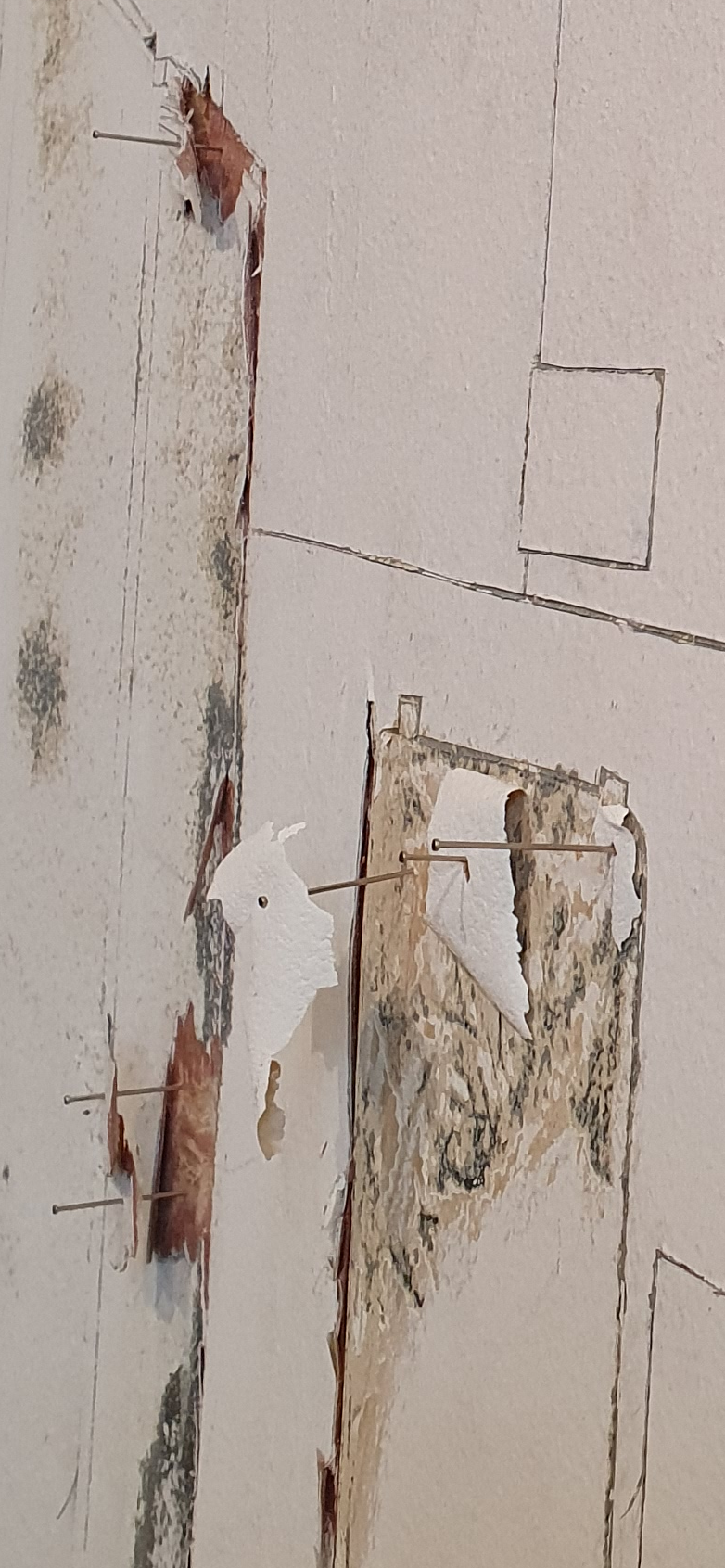
Détail de l’œuvre de Leyla Cardenas, Removed 2022, créée pour la biennale d'Art Contemporain de Lyon en 2022 au musée Guimet. Détail sur lequel la tapisserie est maintenue par des épingles.

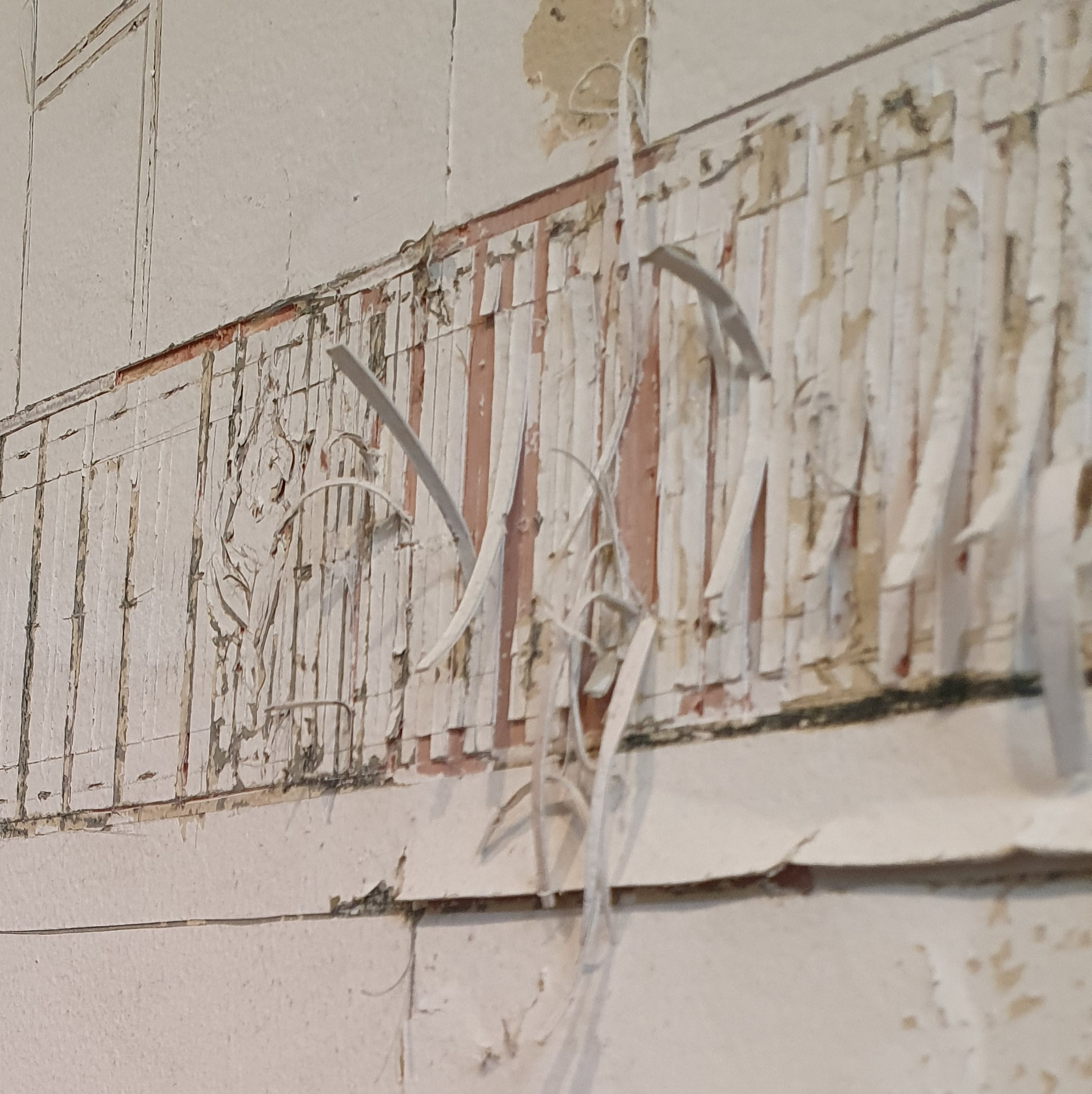
Détail de l’œuvre de Leyla Cardenas, Removed 2022, créée pour la biennale d'Art Contemporain de Lyon en 2022 au musée Guimet. La tapisserie du mur du musée Guimet est arrachée pour faire apparaître les différentes strates de peinture et de tapisserie.

Elle travaille en créant des œuvres spécifiques aux sites dans lesquels elle expose, œuvres qui ne seront donc exposées qu'une fois, tel que Scarcity à l'Institut d'Art Contemporain de San José (en), en 2014 où elle montre des photos de façades et de rues emblématiques de la ville qui sont imprimées sur du plâtre, brisées puis accrochées aux murs et dont quelques morceaux tombent au sol.
En 2013, au Palais de Tokyo, elle dessine directement sur un mur blanc le dessin de la façade du Palais de Tokyo et enlève quelques bouts de peinture et de tapisserie. Cette œuvre est intitulée Removido (Removed) et est créée pour l'exposition Artesur, Collective Fictions,.
Elle réutilise ce processus au musée Guimet de Lyon pour la Biennale d'art contemporain de 2022 avec Removed 2022,. Leyla Cardenas dessine sur un mur un dessin représentant la façade du musée, et elle procède par grattage des strates successives de tapisseries et de peintures amassées sur le mur. Elle veut montrer «le combat tragique d'un musée vide qui n'a rien d'autre à montrer que son abandon».
Elle produit ainsi des œuvres conçues à partir des plans des lieux dans lesquels elle intervient, exhumant les sédimentations historiques des bâtiments. Sa mappemonde réalisée de cette manière en 2012 à la Maison de l'Amérique Latine avait déjà attirée l'attention sur elle,.

### Photographies imprimées sur textile
À partir de sa résidence à Maastricht à l'Académie Jan van Eyck (en) en 2015, elle commence à expérimenter l’impression d’images sur textile qu'elle détricote en ne gardant que quelques fils de la trame.
Cela donne naissance aux œuvres telles que Especular, Re:weave en 2017 et Self-contained Withstander, en 2022. Cette dernière est une commande effectuée à l’occasion de la 16e édition de la Biennale de Lyon. S’imprégnant des lieux où elle expose, elle imprime des photos de façades en ruine de Bogota et de Tbilissi, ou une salle d'exposition du musée Guimet à Lyon. Ensuite, elle enlève les fils de trame ou effiloche le tissu,. La disparition progressive du lieu est ainsi matérialisée dans le support même de l’œuvre.

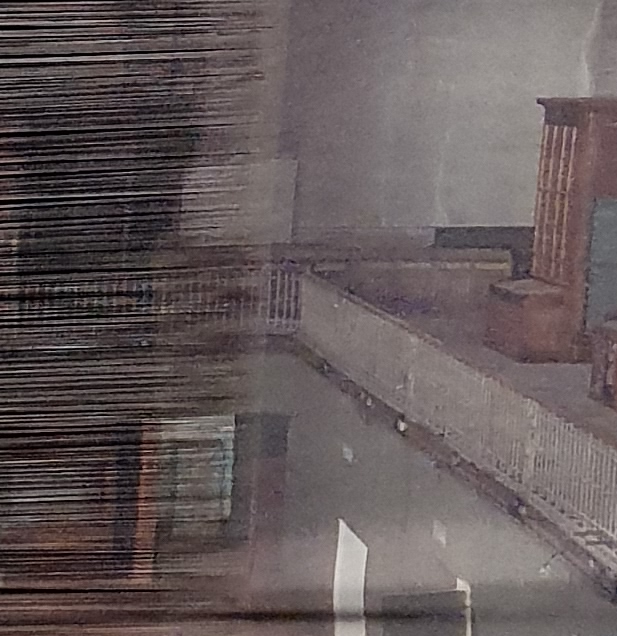
Détail de l’œuvre Self-contained Withstander, créée pour la biennale d'Art Contemporain de Lyon en 2022 au musée Guimet. La photo d'une ancienne salle d'exposition a été imprimée sur de la soie, à gauche il manque les fils de trame, à droite, le tissu est intact.

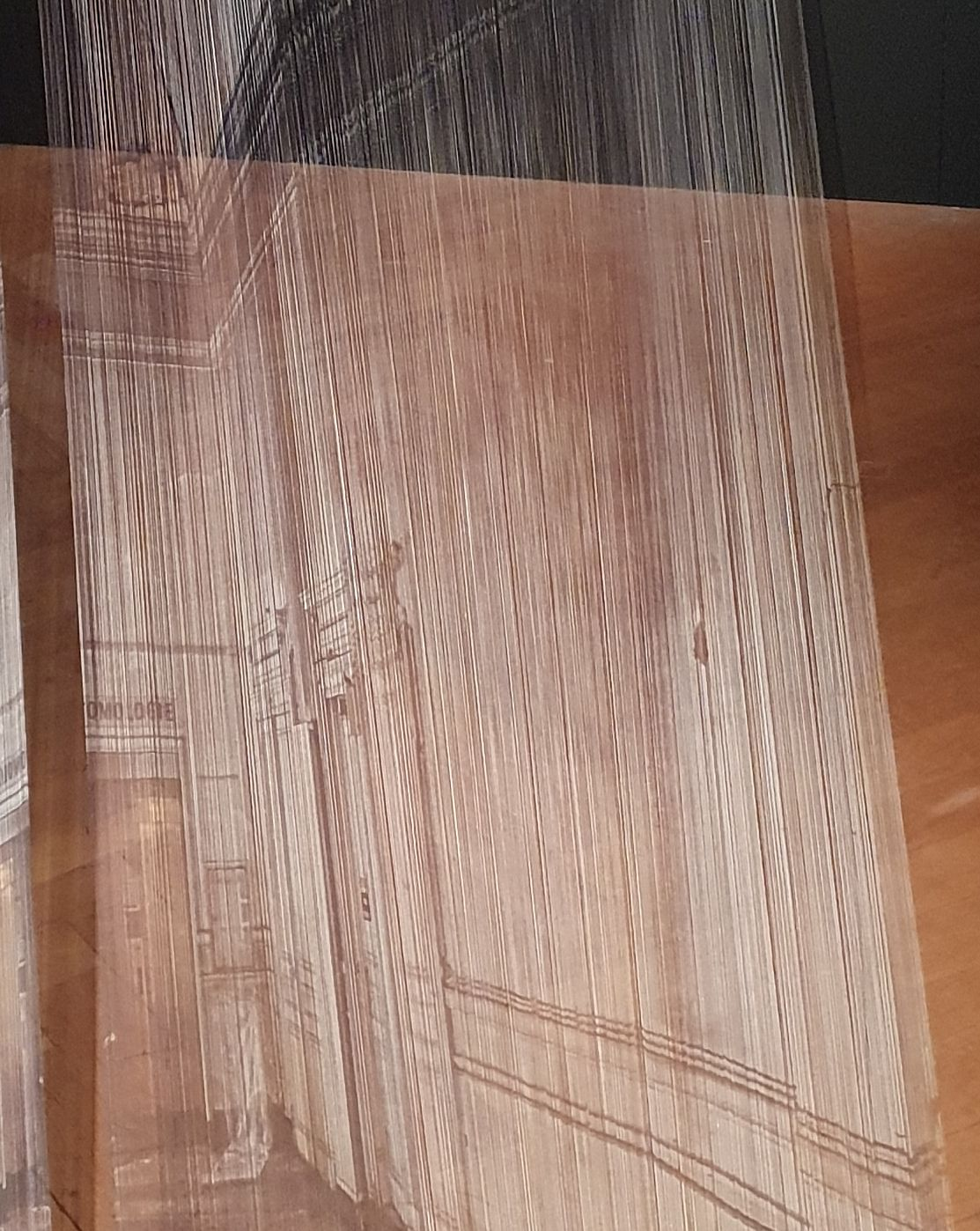
Autre détail de l’œuvre Self-contained Withstander, créée pour la biennale d'Art Contemporain de Lyon en 2022 au musée Guimet.

« Mes interrogations autour de la matérialisation des concepts d’espace et de temps ont pris corps à mesure que je détricotais ces textiles. Le terme espagnol « trama » (« trame ») revêt de nombreuses connotations ; les termes anglais « woof » et « weft » (qui signifient aussi « trame ») constituent quant à eux des métaphores du temps et de l’espace, dont ils représentent le canevas. ».

### Le projet Nearch
Pendant sa résidence à l'Académie van Eyck, elle travaille avec Holly Wright qui dirigeait les projets européens du service de données archéologiques de l'université de York dans le cadre du projet NEARCH. Le projet NEARCH, financée par la Commission européenne vise à examiner les différentes dimensions de la relation des publics à l’archéologie. C'est ainsi qu'elle apprend lors de cette collaboration de nouvelles méthodes telles que l'observation, la prospection au sol, le relevé de bâtiments et la géophysique. Elle commence à effectuer des relevés archéologiques de ses espaces d'expositions telle que l'usine désaffectée Sphinx à York et fait des relevés stratigraphiques de l'espace.
« L’expérience NEARCH a bouleversé ma façon de procéder. Je m’étais toujours concentrée sur la production de travaux « réactifs au lieu », mais j’ai pris conscience de la profondeur et des différents niveaux qu’il est possible d’atteindre en suivant les questions posées par les archéologues. Cette expérience m’a non seulement permise d’acquérir de nouvelles connaissances, mais aussi d’affermir ce qui se résumait jusqu’alors à de simples intuitions autour de faits et de méthodes universitaires. Je considérerai à l’avenir les archéologues comme de potentiels collaborateurs pour de nouveaux projets. L’archéologie et la géologie s’ajoutent désormais aux listes de lectures  incontournables que je dresse avant chaque projet. Impossible d’imaginer un plus grand nombre de couches de significations, de liens et de faits : la surface s’est ouverte sur une immense profondeur. ».

### Les œuvres minérales
Elle réalise des photographies sculptures où se mêlent le minéral et le matériau de construction, soulignant l’impact significatif de l’homme sur le paysage. Ainsi, l’œuvre OCMA Stratigraphie, est constituée de la terre battue, de la poussière du musée, et du sable pléistocène extrait du sol sous le musée OCMA (Musée d'Art du comté d'Orange) (en), et semble sortir du mur du musée.
Pour son exposition Reconocer en 2017, elle s’intéresse aux sédiments de Bogota et produit plusieurs œuvres minérales telle que Si las rocas nacieran al revés (If The Rocks Were Born Backwards) qui est une impression sur acier inoxydable avec ciment ou Reaparición qui représente une coupe de sédiments.
Elle propose une réflexion sur les traces que les années laissent dans la ville. Elle réalise une « documentation stratigraphique » des villes et du paysage, c'est-à-dire une recherche des sédiments qui subsistent après avoir été en contact avec la présence humaine. Reconocer est un palindrome et « l'exposition est, entre autres, une réflexion sur le temps, comment le concevoir, sa matérialisation, et aussi un peu des cycles de construction et de destruction » selon Cardenas, cycles qui sont mis en évidence par les couches de sédiments.

## Résonance internationale

### Collections
Son travail fait partie des collections du Musée d'Art Latino-Américain (MOLAA) (en) en Californie et de la collection West à Philadelphie.

### Résidences
Elle était en résidence en Suisse en 2022, à la fondation suisse pour la culture Pro Helvetia et à la villa Sträuli, centre culturel à Winterthour. En 2016, elle était à Vienne au Q21 au Museumsquartier . Plus tôt, en 2015, elle était à l'Académie Van Eyck aux Pays-Bas et participait simultanément au projet NEARCH de la Commission européenne. De même, elle était entre autres, en résidence à Quezon City aux Philippines à la fondation Bellas Artes Projects  et à Tbilissi en Georgie. 

### Illustrations de publications
Elle a fait la couverture de différentes publications comme le livre The Anomie of the Earth: Philosophy, Politics, and Autonomy in Europe and the Americas de Federico Luisetti, John Pickles, Wilson Kaiser avec son œuvre Recollection 69-10 de 2012. Chez le même éditeur, Withholding de 2006 illustre Imagined Globalization de Néstor García Canclini. Excision est en couverture du catalogue de l'exposition Home-So Different, So Appealing du Musée d'Art du comté de Los Angeles.